# پارک ملی لاواچارا
پارک ملی لاواچارا (به لاتین: Lawachara National Park) یک پارک ملی در بنگلادش است که در Moulvibazar District, Sylhet Division, Bangladesh واقع شده‌است.